# 三阳河
三阳河，位于中華人民共和國江苏省北部，是里下河水网西部的一条南北向河道，始凿于1973年，是南水北调东线第一期工程的重要组成部分，具有引水、灌溉、排涝、航运等功效。三阳河南起扬州市江都区宜陵镇新通扬运河北侧的宜北闸，向北流经江都区的丁沟镇，樊川镇，高邮市的汉留镇，三垛镇，司徒镇，临泽镇，至宝应县东南部夏集镇 (宝应县)的杜巷，接潼河，转向西流，止于南水北调宝应抽水站。全长66.5公里。沿途与老三阳河、盐邵河、北澄子河、南澄子河、横泾河及六安河相交。